# Chalcopasta chalcotoxum
Chalcopasta chalcotoxum är en fjärilsart som beskrevs av Dyar 1909. Chalcopasta chalcotoxum ingår i släktet Chalcopasta och familjen nattflyn. Inga underarter finns listade i Catalogue of Life.